# Riksväg 73

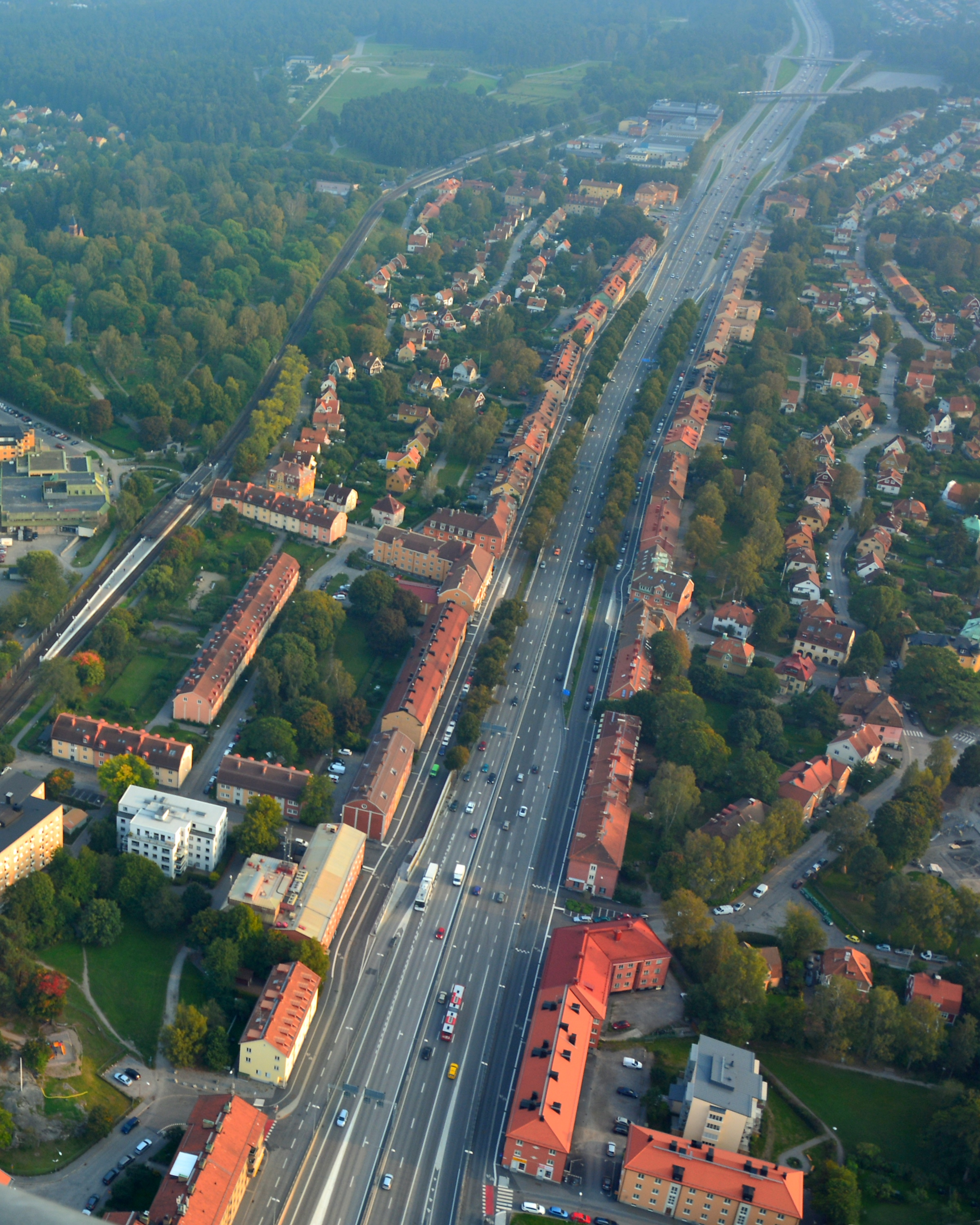
Die Straße in Gamla Enskede

Der auch als Nynäsvägen bekannte Riksväg 73 ist eine großenteils als Motorväg (Autobahn) ausgebaute schwedische Fernverkehrsstraße in Stockholms län. Er verbindet die Stockholm über dessen südliche Vororte mit dem Fährhafen Nynäshamn. Die Länge der Straße beträgt 57 km.